# 荒木元融
荒木 元融（あらき げんゆう、享保13年（1728年） – 寛政6年4月18日（1794年5月17日））は、江戸時代中期の長崎派画家。
字を士長、通称為之進。圓山と号し、居号を鶴鳴堂・薛蘿館とした。長崎の人。

## 略伝
出島諸色売込人の荒木氏の出身。唐絵目利の荒木元慶の養子となり長崎鍛冶屋町に住む。画は石崎元徳に師事し、オランダ人からも西洋画法（遠近法・陰影法）を習う。明和3年（1766年）に元慶の跡を受けて唐絵目利に就任。
師の石崎元徳に後継がないことから実子元甫（周蔵）を養子に出すが夭折したため、寛政元年（1789年）に養子の融思を石崎家の後継に据え唐絵目利本役とする。融思とは居号の鶴鳴堂・薛蘿館を共有している。荒木家の後継は如元に託すが短い間に家を離れてしまった。
天明8年（1788年）に司馬江漢が鍛冶屋町の自宅に来訪。「画鑑（エメキキ）の役にて画も少し描くなり、一向の下手」と酷評される。しかし、秘伝のガラス絵の技法を教えてもらえなかったことへの鬱憤晴らしと捉えられている。
寛政6年（1794年）4月死没。享年67。法号は圓山元融居士。門弟に鏑木梅渓がいる。

## 作品
- 「水亭囲碁図」神戸市立博物館
- 「双鯉図」神戸市立博物館

## 文献資料
- 『長崎古今集覧名勝図絵』越中哲也註解　長崎文献出版
- 司馬江漢『江漢西遊日記』